# الحبائك في أخبار الملائك
الحبائك في أخبار الملائك هو كتاب عن أخبار الملائكة وأحوالهم، ألفه الحافظ جلال الدين السيوطي (849-911)، وقد ذكر السيوطي في مقدمة الكتاب أنه جمعه في أخبار الملائكة، وما ورد فيها من الأحاديث والآثار ، ثم ختمه بفوائد عبارة عن مسائل منثورة. وقد بلغ مجمل الأحاديث والاثار في هذا الكتاب 813 حديثا وأثر .
وقد بنا المؤلف كتابه على أصلين رئيسيين :
1. استوعب فيه الآثار الواردة في الملائكة ، وجعله مليئا بالأحاديث المرفوعة والموقوفة والمقطوعة ، والآثار عن الصحابة والتابعين ، وعددها في هذا الأصل 744 حديثا وأثر، وقد توزعت هذه الأحاديث على عدة عناوين مثل :  ما جاء في جبريل، ما جاء في ميكائيل، ما جاء في ملك الموت، ما جاء في الروح، وما جاء في حملة العرش .

1. تحدث فيه عن مسائل منثورة ، ابتدأها بمسألة تتعلق بالتفضيل بين الملائكة والبشر ، ومن أمثلة هذه المسائل: مسألة الملائكة يسمون بالروحانيين ومعنى ذلك، وحكم شاتم الملك، وتكليف الملائكة، وحصول الجماعة بالملائكة، وإمكان رؤية الملائكة.